# Igor Jovičević
Igor Jovičević est un footballeur croate né le 30 novembre 1973. Il était attaquant reconverti entraineur.

## Biographie
Jovičević reçoit 8 sélections en équipe de Croatie espoirs.